# ماریا باکسا
ماریا باکسا (انگلیسی: María Baxa؛ ‏ سیریلیک صربی: Марија Бакса؛ ‏  زادهٔ ۱۵ آوریل ۱۹۴۶ – درگذشته ۱۴ نوامبر ۲۰۱۹) بازیگر اهل صربستان و ایتالیا بود که بیشتر در سینمای ایتالیا فعالیت داشت.
ماریا در اوسییک در جمهوری فدرال سوسیالیستی یوگسلاوی به‌دنیا آمد و نخستین حضور سینمایی‌اش با بازی در فیلم بوکسورهای چلوویچ به بهشت می‌روند رقم خورد. وی سپس به ایتالیا رفت و در آنجا به ستاره‌ای محبوب، به‌ویژه در فیلم‌های کمدی سکسی سبک ایتالیایی مبدل شد. در اواخر دهه ۱۹۸۰، باکسا دنیای سینما و بازیگری را ترک کرد و به دنبال رشتهٔ معماری رفت و آرشیتِکت شد.

## گزیدهٔ نقش‌آفرینی‌ها
- راه حل سوم (۱۹۸۸)
- شهوت‌انگیز بی‌پرده (۱۹۷۸)
- تعقیب مرگبار (۱۹۷۸)
- به‌خاطر عشق پوپیا (۱۹۷۷)
- سکس با لبخند ۲ (۱۹۷۶)
- تورین سیاه (۱۹۷۲)
- بوکاچو (۱۹۷۲)
- اعلامیه والاچی (۱۹۷۲)